# Håvard Solem
Håvard Solem (11 ottobre 1985) è un giocatore di calcio a 5 ed ex calciatore norvegese, difensore del Vegakameratene.

## Carriera
Dal 2010 Solem gioca per il Vegakameratene. Con questa maglia ha vinto quattro campionati nazionali (2010-2011, 2011-2012, 2012-2013 e 2013-2014) e ha giocato in Coppa UEFA: ha debuttato in questa manifestazione il 13 agosto 2011, nella vittoria per 3-5 contro il Varna.
Attivo anche in campo calcistico, Solem è cresciuto nelle giovanili dell'Herøy. Ha successivamente vestito la maglia del Dønna, per cui ha giocato in 3. divisjon. Dal 2008 al 2009 è stato in forza al Nardo. Per il biennio successivo ha militato invece nelle file del Frøya, per giocare in seguito al Kvik, dal 2012 al 2014. Nel 2015, è stato in forza al Flatås.

## Statistiche

### Presenze e reti nei club
| Stagione     | Club         | Campionato   | Campionato | Campionato | Coppe nazionali | Coppe nazionali | Coppe nazionali | Coppe continentali | Coppe continentali | Coppe continentali | Supercoppe | Supercoppe | Supercoppe | Totale | Totale |
| Stagione     | Club         | Comp         | Pres       | Reti       | Comp            | Pres            | Reti            | Comp               | Pres               | Reti               | Comp       | Pres       | Reti       | Pres   | Reti   |
| ------------ | ------------ | ------------ | ---------- | ---------- | --------------- | --------------- | --------------- | ------------------ | ------------------ | ------------------ | ---------- | ---------- | ---------- | ------ | ------ |
| 2004         | Dønna        | 3D           | ?          | ?          | CN              | ?               | ?               | -                  | -                  | -                  | -          | -          | -          | ?      | ?      |
| 2007         | Dønna        | 3D           | ?          | ?          | CN              | ?               | ?               | -                  | -                  | -                  | -          | -          | -          | ?      | ?      |
| Totale Dønna | Totale Dønna | Totale Dønna | ?          | ?          |                 | ?               | ?               |                    | -                  | -                  |            | -          | -          | ?      | ?      |
| 2008         | Nardo        | 3D           | ?          | ?          | CN              | ?               | ?               | -                  | -                  | -                  | -          | -          | -          | ?      | ?      |
| 2009         | Nardo        | 2D           | ?          | ?          | CN              | ?               | ?               | -                  | -                  | -                  | -          | -          | -          | ?      | ?      |
| Totale Nardo | Totale Nardo | Totale Nardo | ?          | ?          |                 | ?               | ?               |                    | -                  | -                  |            | -          | -          | ?      | ?      |
| 2010         | Frøya        | 3D           | ?          | ?          | CN              | ?               | ?               | -                  | -                  | -                  | -          | -          | -          | ?      | ?      |
| 2011         | Frøya        | 3D           | ?          | ?          | CN              | ?               | ?               | -                  | -                  | -                  | -          | -          | -          | ?      | ?      |
| Totale Frøya | Totale Frøya | Totale Frøya | ?          | ?          |                 | ?               | ?               |                    | -                  | -                  |            | -          | -          | ?      | ?      |
| 2012         | Kvik         | 3D           | 11+        | 1+         | CN              | 1               | 0               | -                  | -                  | -                  | -          | -          | -          | 18+    | 1+     |
| 2013         | Kvik         | 5D           | 11+        | 0+         | -               | -               | -               | -                  | -                  | -                  | -          | -          | -          | 11+    | 0+     |
| 2014         | Kvik         | 4D           | 10+        | 5+         | -               | -               | -               | -                  | -                  | -                  | -          | -          | -          | 10+    | 5+     |
| Totale Kvik  | Totale Kvik  | Totale Kvik  | 32+        | 6+         |                 | 1               | 0               |                    | -                  | -                  |            | -          | -          | 33+    | 6+     |
| 2015         | Flatås       | 5D           | ?          | ?          | -               | -               | -               | -                  | -                  | -                  | -          | -          | -          | ?      | ?      |
| Totale       | Totale       | Totale       | 32+        | 6+         |                 | 1+              | 0+              |                    | -                  | -                  |            | -          | -          | 33+    | 6+     |